# تپه بام ۲
تپه بام ۲ مربوط به اواخر دوره ساسانیان - سده‌های اولیه دوران‌های تاریخی پس از اسلام است و در شهرستان جاجرم، بخش جلگه شوقان، دهستان شوقان، ۵۰۰ متری جنوب روستای بام واقع شده و این اثر در تاریخ ۲۷ بهمن ۱۳۸۷ با شمارهٔ ثبت ۲۴۶۶۵ به‌عنوان یکی از آثار ملی ایران به ثبت رسیده است.